# Agusta A129 Mangusta
Agusta A129 Mangusta (tiếng Anh: Mongoose) là một loại trực thăng tấn công do công ty Agusta của Ý thiết kế và sản xuất.  Đây là máy bay trực thăng tấn công đầu tiên được thiết kế và sản xuất hoàn toàn ở châu Âu.  Nó tiếp tục được phát triển bởi AgustaWestland, công ty kế thừa của Agusta.  Nó đã được vận hành độc quyền bởi Quân đội Ý, đã đưa loại này vào phục vụ trong năm 1990.
A129 đã trải qua nhiều lần triển khai chiến đấu, được sử dụng ở Somalia, Afghanistan và Iraq.  Nó đã được chứng minh là rất phù hợp để hoạt động ở vùng khí hậu nóng, cũng như khá linh hoạt trong lĩnh vực này.  60 chiếc trực thăng ban đầu đã được nâng cấp nhiều lần kể từ khi được đưa vào phục vụ trong Quân đội Ý;  các cải tiến bao gồm khả năng tương thích với các loại đạn bổ sung, hệ thống nhắm mục tiêu mới, hệ thống điện tử hàng không được cải thiện, xử lý dữ liệu tốt hơn và đường truyền mạnh hơn.  Nhiều cải tiến và mô hình xuất khẩu đã được đề xuất, bao gồm các biến thể trinh sát và hải quân chuyên dụng.  Dẫn xuất TAI/AgustaWestland T129 ATAK đã được phát triển bởi Công ty Hàng không Vũ trụ Thổ Nhĩ Kỳ hợp tác với AgustaWestland cho Quân đội Thổ Nhĩ Kỳ cũng như các dịch vụ khác và khách hàng xuất khẩu.  Kể từ năm 2017, công việc đã được tiến hành trên phiên bản kế nhiệm lớn hơn của A129 dành cho Quân đội Ý, máy bay Leonardo Helicopters AW249.

## Phát triển
Nguồn gốc

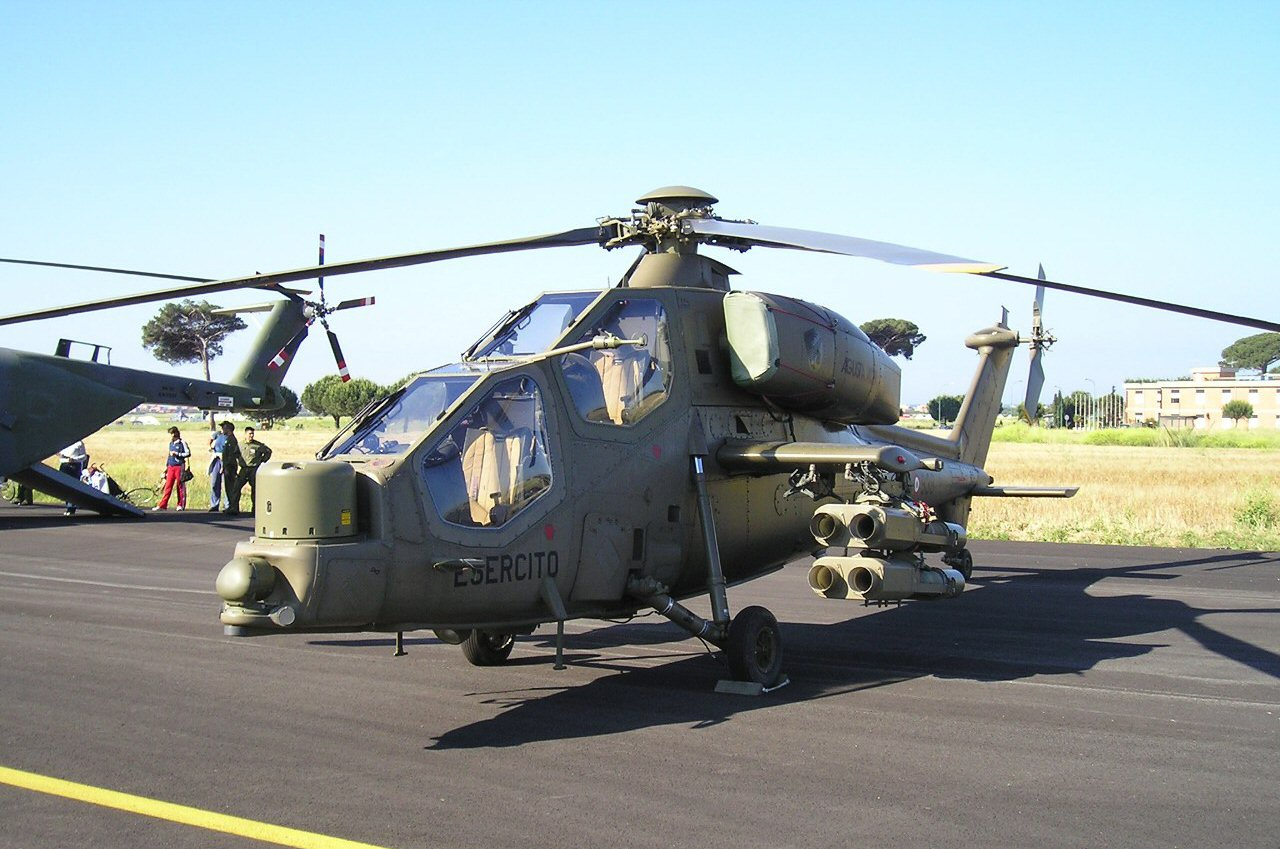
Một chiếc A129 Mangusta của Quân đội Ý. Lưu ý rằng trong cấu hình ban đầu, Mangusta thiếu tháp súng 20mm TM197B.

Năm 1972, Quân đội Ý bắt đầu hình thành yêu cầu đối với trực thăng quan sát hạng nhẹ và chống tăng;  một yếu tố nổi bật trong việc hình thành yêu cầu này là sự cần thiết phải giải quyết mối đe dọa do các tài sản quân sự rộng lớn đang hoạt động với các quốc gia thuộc Khối Warszawa và các quốc gia thuộc Liên Xô. Cùng lúc với những nỗ lực của Ý đang được tiến hành, quân đội Tây Đức cũng đã xác định được nhu cầu tương tự.  Các yêu cầu song song của hai quốc gia cuối cùng đã dẫn đến một dự án chung được khởi xướng giữa công ty Agusta của Ý và công ty MBB của Tây Đức;  tuy nhiên, nỗ lực hợp tác này không kéo dài được lâu và đã bị giải thể ngay sau khi công việc sơ bộ được thực hiện.  Agusta ban đầu đã nghiên cứu phát triển một biến thể định hướng chiến đấu của trực thăng A109 hiện có của họ, tuy nhiên họ quyết định tiếp tục phát triển một thiết kế trực thăng tham vọng hơn.
Năm 1978, Agusta chính thức bắt đầu quá trình thiết kế những gì sẽ trở thành A129. Vào ngày 11 tháng 9 năm 1983, chiếc đầu tiên trong số 5 nguyên mẫu A129 đã thực hiện chuyến bay đầu tiên của loại này;  nguyên mẫu thứ năm sẽ cất cánh lần đầu tiên vào tháng 3 năm 1986. Cũng trong khoảng thời gian đó, Quân đội Ý đã đặt hàng tổng cộng 60 chiếc A129. Ở một giai đoạn, tổng cộng 100 máy bay trực thăng tấn công đã được lên kế hoạch mua nhưng con số này đã bị cắt giảm xuống còn 60 chiếc A129. Một phiên bản khác của loại này có khả năng chuyên chở tám quân bên cạnh khả năng hỏa lực của nó;  biến thể này, đôi khi được gọi là A139, chưa bao giờ thành công.  Theo ấn phẩm quốc phòng Dịch vụ Thông tin Janes, đến năm 1985, A129 được coi là trực thăng tấn công tương đương với McDonnell Douglas AH-64 Apache do Mỹ chế tạo và cho thấy tiềm năng trên thị trường xuất khẩu.
Thị trường xuất khẩu
Trong những năm 1980, Agusta đã tìm cách hợp tác với Westland Helicopters để phát triển một loại trực thăng tấn công hạng nhẹ thông thường, những người tham gia sản xuất tiềm năng khác trong sáng kiến chung bao gồm Fokker và Construcciones Aeronáuticas SA. Năm 1986, chính phủ Ý, Hà Lan, Tây Ban Nha và Vương quốc Anh đã ký một biên bản ghi nhớ để điều tra một phiên bản cải tiến của A129, còn được gọi là Trực thăng tấn công hạng nhẹ hoặc Trực thăng tấn công hạng nhẹ chung châu Âu (LAH).  Đến năm 1988, các nghiên cứu khả thi cho bốn phương án khác nhau đã được tiến hành cho LAH, những phương án này sẽ có mức tăng trưởng từ 80% đến 20% so với A129 ban đầu;  cả cấu hình một động cơ và hai động cơ đều được kiểm tra bằng cách sử dụng nhiều động cơ mới khác nhau, cũng như hệ thống cánh quạt mới, càng đáp có thể thu vào, cảm biến cải tiến và vũ khí trang bị mạnh hơn. Tuy nhiên, dự án LAH đã sụp đổ vào năm 1990 sau khi Anh và Hà Lan độc lập quyết định rút khỏi chương trình và cuối cùng mua AH-64 Apache để thay thế.

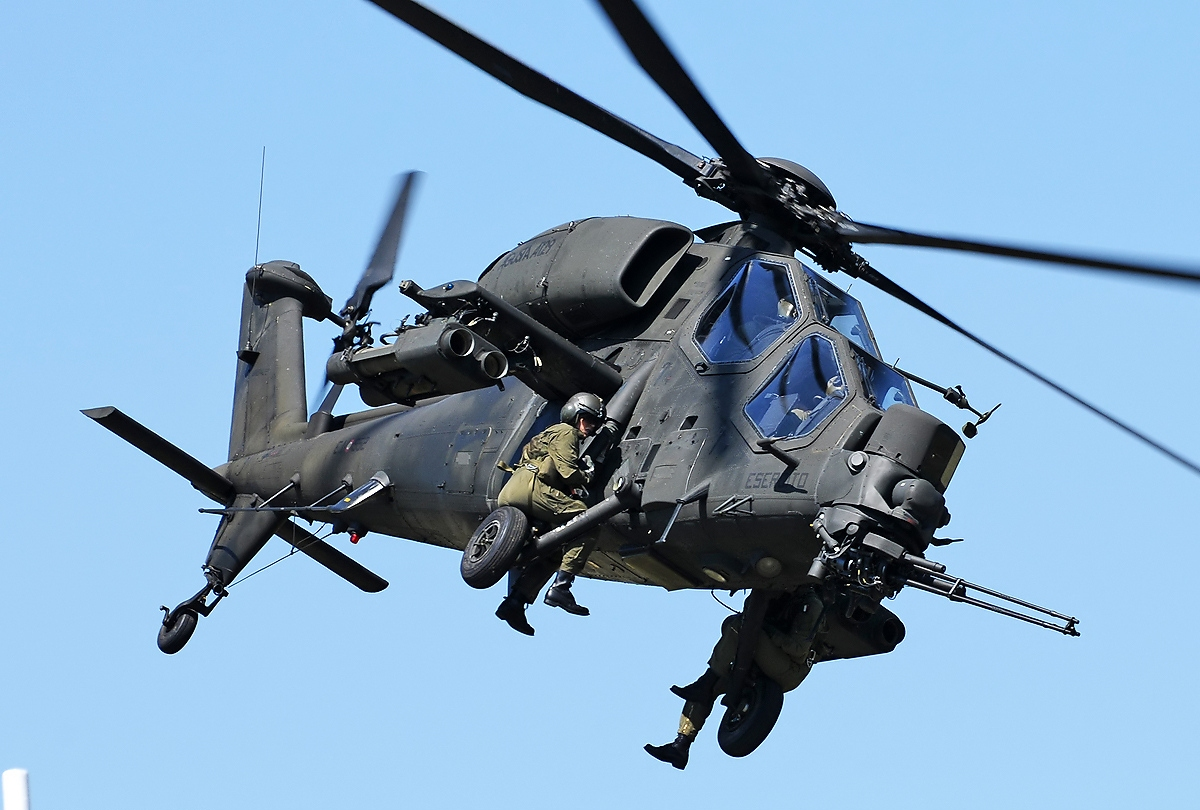
Một chiếc A129 đang bay, với nhân viên ngồi trên càng đáp

Agusta vẫn quan tâm đến việc theo đuổi doanh số bán hàng xuất khẩu và quyết định tiếp tục phát triển A129 International, hay A129I;  đây là phiên bản nâng cấp và chuyên dụng của A129 dành cho khách hàng xuất khẩu.  A129I có cánh quạt chính năm cánh (máy bay sản xuất ban đầu sử dụng cánh quạt chính bốn cánh), một cặp động cơ LHTEC T800 (thay thế động cơ Rolls-Royce Gem của Mangustas Quân đội Ý) và một hộp số được nâng cấp;  A129I cũng được trang bị vũ khí mới và hệ thống tác chiến điện tử.  Năm 1998, Quân đội Ý đã quyết định nâng cấp một phần phi đội A129 của họ bằng nhiều hệ thống của A129I, chiếc trực thăng tái sản xuất đầu tiên được chuyển giao vào năm 2002. Vào tháng 9 năm 2007, A129I chính thức được đổi tên thành AW129.
Trong dự án AIR 87 của Quân đội Úc để mua một phi đội Trực thăng Trinh sát Vũ trang mới, Agusta A129 là một trong những ứng cử viên;  nó là một trong ba máy bay trực thăng tấn công, cùng với AH-64 Apache và Eurocopter Tiger, lọt vào danh sách rút gọn trong số sáu hồ sơ dự thầu đã nộp.  Vào tháng 12 năm 2001, Australia thông báo lựa chọn Eurocopter Tiger là đơn vị trúng thầu.
Thổ Nhĩ Kỳ đã tìm kiếm một loại trực thăng tấn công mới từ những năm 1990 để thay thế các phi đội Bell AH-1 Cobra và Bell AH-1 SuperCobra đã suy giảm của họ.  Sau quá trình lựa chọn kéo dài, vào tháng 9 năm 2007, một đơn đặt hàng đã được ban hành cho 51 máy bay trực thăng TAI/AgustaWestland T129 ATAK, một biến thể của A129 International. Là một phần của thỏa thuận với AgustaWestland, công ty quốc phòng TAI của Thổ Nhĩ Kỳ đã giành được quyền sản xuất T129 trong tương lai;  Ngoài việc sản xuất cho mục đích nội địa, TAI còn sản xuất T129 cho khách hàng xuất khẩu.  Các bộ phận và hệ thống điện tử hàng không khác nhau dự kiến sẽ được thay thế bằng các hệ thống sản xuất trong nước khi chúng được phát triển.

## Thiết kế

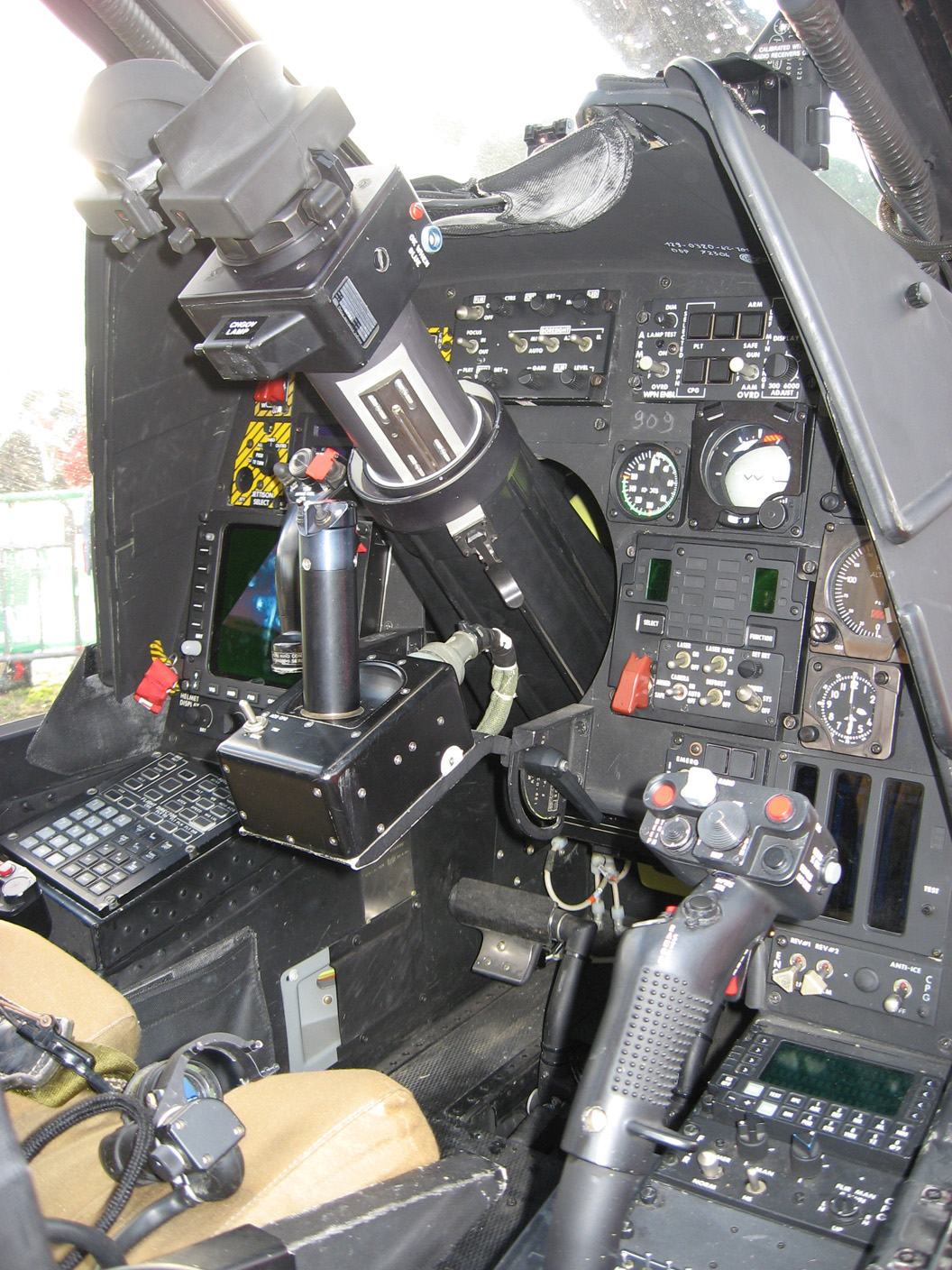
Vị trí xạ thủ trong buồng lái chiếc A129. Lưu ý phạm vi vũ khí và điều khiển nhắm mục tiêu hiện tại

A129 Mangusta là máy bay trực thăng tấn công châu Âu đầu tiên;  do đó, nó có một số khía cạnh nguyên bản trong thiết kế, chẳng hạn như là máy bay trực thăng đầu tiên sử dụng hệ thống quản lý tích hợp được vi tính hóa hoàn toàn để giảm khối lượng công việc của phi hành đoàn. Người ta quyết định rằng phần lớn chức năng của máy bay trực thăng sẽ được tự động hóa;  như vậy, các bộ phận của chuyến bay và hệ thống vũ khí được giám sát và điều khiển trực tiếp bằng máy tính trên máy bay.  A129 có những điểm tương đồng đáng kể về thiết kế với máy bay trực thăng tiện ích A109 trước đó của Agusta;  phần phía sau của A129 được bắt nguồn từ A109 và được kết hợp thành phần phía trước hoàn toàn mới. Thân máy bay A129 có nhiều góc cạnh và được bọc thép để bảo vệ đạn đạo;  các cánh quạt composite cũng có thể chịu được các cú đánh từ đạn pháo 23 mm.  Phi hành đoàn hai người, bao gồm phi công và xạ thủ, ngồi trong buồng lái song song thông thường.
A129 có thể hoạt động với nhiều khả năng khác nhau, bao gồm thực hiện các nhiệm vụ chống thiết giáp, trinh sát vũ trang, tấn công mặt đất, hộ tống, hỗ trợ hỏa lực và phòng không. Đối với nhiệm vụ chống mặt đất, máy bay trực thăng có thể sử dụng kết hợp nhiều loại vũ khí khác nhau, bao gồm tối đa tám tên lửa Hellfire; Đến năm 2014, Spike-ER, tên lửa chống tăng thế hệ thứ tư, đã được bổ sung vào kho vũ khí của A129. Trong vai trò không đối không, tên lửa Mistral có thể được trang bị;  hơn nữa, tên lửa FIM-92 Stinger đã được chứng nhận sử dụng vào năm 2003. A129 cũng có thể được trang bị tên lửa không điều khiển 81 mm hoặc 70 mm (2,75 in) đặt trong bệ cũng như bệ súng máy 12,7mm;  các mẫu sau này cũng có pháo 20 mm ba nòng M197 được lắp trên tháp pháo OTO Melara TM-197B gắn ở mũi.

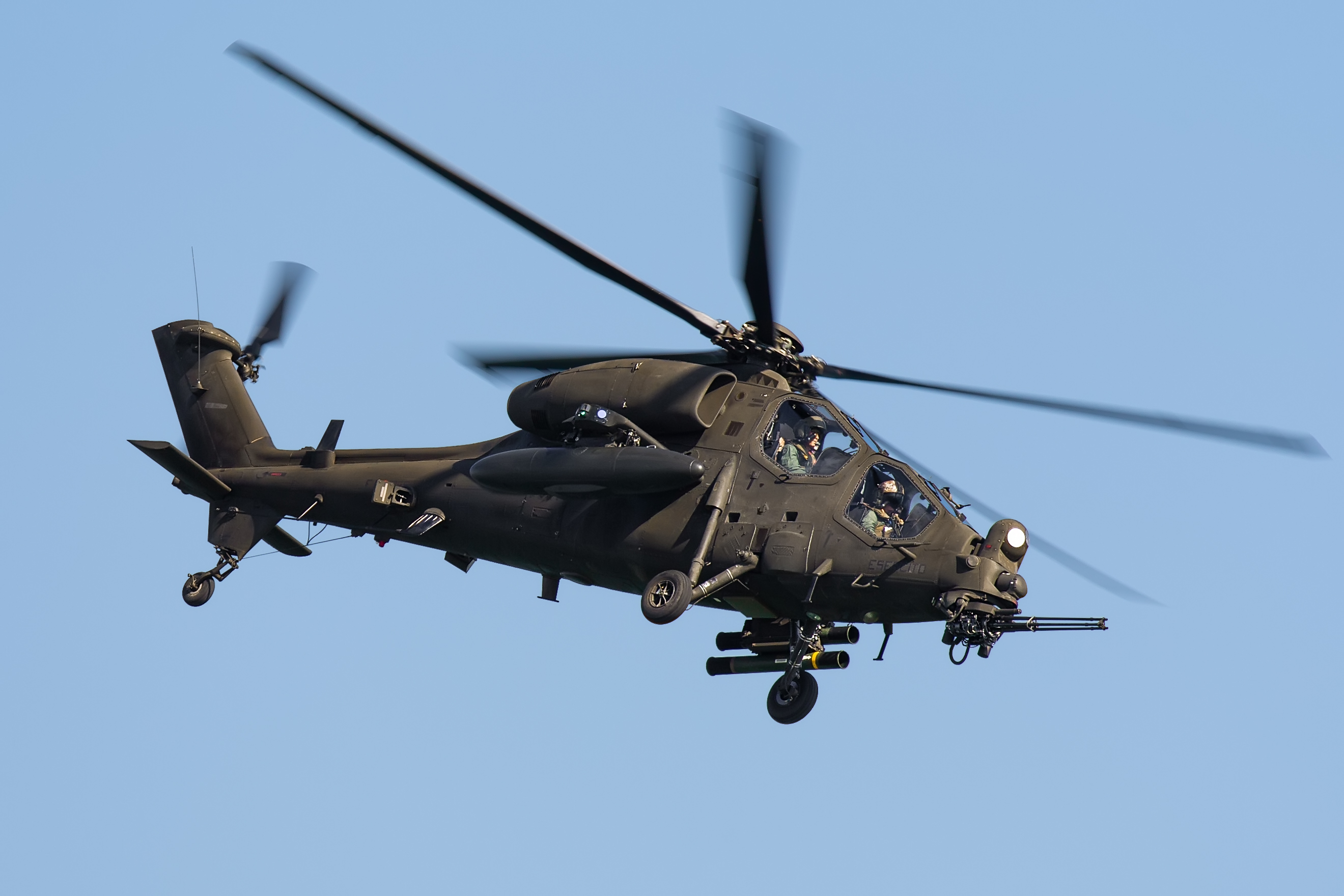
A129CBT bay demo tại Jesolo airshow (2022)

Sức mạnh được cung cấp bởi một cặp động cơ trục tua-bin Rolls-Royce Gem 2-1004D.  Các tính năng của động cơ này bao gồm quản lý động cơ tự động và điều khiển đơn giản hóa để dễ vận hành, cùng với khoảng thời gian khởi động tương đối ngắn và mức tiêu thụ nhiên liệu cụ thể tương đối thấp.  Các biến thể mới hơn được hưởng lợi từ những cải tiến như hộp số cải tiến. Một tính năng quan trọng hiện diện trên các động cơ là sự kết hợp của các bộ triệt hồng ngoại, hoạt động để giảm dấu hiệu nhiệt của máy bay và do đó cải thiện khả năng sống sót. Một trong những biện pháp bảo vệ quan trọng được tích hợp trên A129 bao gồm bộ tự bảo vệ tác chiến điện tử và SIAP (Single Integrated Air Picture). Các yếu tố của hệ thống giao diện nhiệm vụ và phần mềm tích hợp trên máy bay sau này được sản xuất bởi Selex Galileo.
A129 được trang bị hệ thống nhìn đêm hồng ngoại và có khả năng hoạt động cả ngày lẫn đêm trong mọi điều kiện thời tiết. Các hệ thống laser được trang bị trên các máy bay mới hơn nhằm mục đích xác định phạm vi và chỉ định mục tiêu, A129 có thể chỉ định mục tiêu bằng laser cho các máy bay thân thiện khác tấn công. Trên AW129D, kính ngắm Toplite III của Rafael Advanced Defense Systems được sử dụng làm hệ thống nhắm mục tiêu chính;  nó có thể hoạt động như một FLIR và có cả chế độ theo dõi mục tiêu thủ công và tự động, Toplite cũng cung cấp phạm vi phát hiện và nhận dạng lớn hơn so với cảm biến HeliTOW thời những năm 1970 mà nó đã thay thế. Năm 1998, Israel Aircraft Industries (IAI) chính thức hợp tác với Agusta để cung cấp nhiều nâng cấp vũ khí và hệ thống điện tử hàng không cho các nhà khai thác A129 tiềm năng;  kể từ đó, nhiều công nghệ IAI khác nhau đã được đề xuất và triển khai trên những chiếc A129 của Ý.

## Quốc gia sử dụng
Ý
- Lục quân Ý – 59[3]

 Thổ Nhĩ Kỳ
- Lục quân Thổ Nhĩ Kỳ (xem T129)

## Thông số kỹ thuật (A129)

### Đặc điểm chung
- Phi hành đoàn: 2
- Chiều dài: 12.28 m (40 ft 3 in)
- Đường kính cánh quạt: 11.90 m (39 ft 1 in)
- Chiều cao: 3.35 m (11 ft 0 in)
- Diện tích cánh: 111.22 m² (1,197.25 ft2)
- Khối lượng rỗng: 2,530 kg (5,575 Ib)
- Khối lượng tối đa khi cất cánh: 4,600 kg (10,140 Ib)
- Hệ thống cánh quạt: 5 cánh quạt trên rotor chính
- Động cơ: 2 x Động cơ tuốc bin khí Rolls-Royce Gem 2-1004D (cấp bằng sáng chế bởi Piaggio), mỗi cái 664 kW (890 shp)

### Hiệu suất
- Vận tốc cực đại: 278 km/h (148 knots, 170 mph)
- Vận tốc hành trình: 229 km/h (135 knots, 155 mph)
- Tầm bay: 510 km (275 nm, 320 mi)
- Tầm bay tối đa: 1,000 km (540 nm, 620 mi)
- Trần bay: 4,725 m (15,500 ft)
- Tốc độ cất cánh: 10.2 m/s (2,025 ft/phút)

### Trang bị
- Pháo: 1 x Pháo Gatling 3 nòng M197 20 mm (500 viên) trong hệ thống tháp pháo hạng nhẹ TM197B (kiểu CBT)
- Rocket: 4 bệ phóng với

• 38x rocket 81 mm (3.19 in) hoặc 

• 76x rocket 70 mm (2.75 in) hoặc 

• Bệ súng 12.7 mm (.50 in)
- Tên lửa:

• 8x Tên lửa chống tăng AGM-114 Hellfire hoặc BGM-71 TOW 

• 4-8x Tên lửa phòng không AIM-92 Stinger hoặc Mistral